# Martynas Sajus
Martynas Sajus (Kelmė, Lituania, 22 de febrero de 1996) es un jugador de baloncesto lituano que pertenece a la plantilla del Club Baloncesto Breogán de la Liga Endesa. Con 2,08 metros de estatura, juega en la posición de pívot. 

## Trayectoria deportiva
Martynas es un pívot lituano formado en la escuela del Žalgiris Kaunas con el que llegaría a debutar y formar parte desde 2014 a 2018, experimentando cesiones en su segundo equipo y en Polpharma Starogard Gdański de la Polska Liga Koszykówki.
En 2018, tras finalizar su contrato con Žalgiris Kaunas se compromete con el Wilki Morskie Szczecin de la Polska Liga Koszykówki con el que disputa la temporada 2018-19.
Durante la temporada 2019-20, regresa a Lituania para jugar en las filas del Krepšinio klubas Lietkabelis la liga doméstica y la Basketball Champions League en la que promedia 8,9 puntos y 4,9 rebotes por partido.
El 6 de junio de 2020 se hace oficial su fichaje por el BAXI Manresa de la Liga ACB por una temporada.
En la temporada 2021-22, firma por el Medi Bayreuth de la Basketball Bundesliga, la primera categoría del baloncesto alemán.
En la temporada 2022-23, firma por el Büyükçekmece Basketbol de la Türkiye Basketbol 1. Ligi.
El 17 de julio de 2023, firma por el Club Baloncesto Breogán de la Liga Endesa.
El 30 de julio de 2024 regresó al Büyükçekmece Basketbol de la Basketbol Süper Ligi (BSL) para una segunda etapa en el club turco.